# Ischnocnema simmonsi
Ischnocnema simmonsi é uma espécie de anfíbio  da família Brachycephalidae.
Pode ser encontrada nos seguintes países: Equador e possivelmente em Peru.
Os seus habitats naturais são: regiões subtropicais ou tropicais húmidas de alta altitude.
Está ameaçada por perda de habitat.